# Tan White
LaTanya Chantella White (* 27. September 1982 in Tupelo, Mississippi, Vereinigte Staaten) ist eine professionelle Basketball-Spielerin. Zuletzt spielte sie in der Saison 2014 für die Minnesota Lynx in der Women’s National Basketball Association. Zurzeit spielt sie für das Team der Istanbul Universitesi in der türkischen Liga und im Eurocup Women.

## Karriere

### College
Tan White spielte bis 2005 für die Lady Bulldogs, dem Damen-Basketballteam der Mississippi State University.

### Women’s National Basketball Association
White wurde im WNBA Draft 2005 von den Indiana Fever an der zweiten Stelle ausgewählt. In der Saison 2005 stand sie in allen Saison-Spielen der Fever am Feld. Den Sprung in die Startformation der Fever hat sie in ihrer ersten Saison noch nicht geschafft. White spielte durchschnittlich 20,4 Minuten pro Spiel, in dieser Zeit erzielte sie durchschnittlich 7,1 Punkte für die Fever. In der Saison 2006 war sie zwar immer noch nicht ein Teil der Startformation, trotzdem bekam sie etwas mehr Spielzeit, dadurch verbesserte sich ihr Punkteschnitt auf 8,9 Punkte pro Spiel. In der Saison 2007 spielte sie wieder die gesamte Saison durch und stand in dieser Saison neun Mal in der Startformation, damit durfte sie erstmals seit 2005 wieder in einem Saisonspiel von Beginn an spielen. White konnte sich auch in dieser Saison weiter steigern und erzielte durchschnittlich 10,8 Punkte pro Spiel, dies hing auch damit zusammen, dass sie mit 24,7 Minuten pro Spiel wieder etwas mehr Spielzeit bekam. White schaffte mit den Fever wieder den Sprung in die Playoffs, wo sie jedoch mit den Fever wie bereits 2005 in den Conference Finals ausschied. Auch 2008 spielte sie für das Team aus Indiana, dabei stand sie erstmals regelmäßig in der Startformation des Teams.
Vor der Saison 2009 wechselte sie zum Team Connecticut Sun. Während ihrer Zeit bei dem Team stand sie teilweise auch in der Startformation, wurde aber häufiger als Ergänzungsspielerin eingesetzt.
Zur Saison 2014 wechselte sie zum Team der Minnesota Lynx. Dort kam sie zwar in jedem Spiel zum Einsatz, stand aber nur einmal in der Startformation. Sie hatte dabei das Pech, dass das erfolgreiche Team aus Minnesota in dieser Saison ausnahmsweise nicht die WNBA-Finals erreichen konnte. Nach der Saison 2014 war sie vorerst nicht mehr in der WNBA aktiv.

### Europa
Für einige Jahre war sie auch für Vereine in Europa aktiv.